# 真宗大谷派豊橋別院
真宗大谷派豊橋別院（しんしゅうおおたにはとよはしべついん）は、愛知県豊橋市にある真宗大谷派の寺院である。
同派の別院。真宗本廟（東本願寺）を本山と仰ぐ。本尊は阿弥陀如来。旧称は吉田御坊誓念寺。

## 歴史
天文3（1534）年設立の吉田川毛道場、または天正11（1583）年、本願寺第十一代顕如が証如御影を授与した吉田惣道場が起源とされる。慶長10（1605）年には教如が親鸞御影を下賜し、誓念寺と称した。吉田（現・豊橋市）が交通の要所として重視されるようになると、宣如が掛所に取り立てた。役寺五ケ寺として浄円寺、正琳寺、応通寺、仁長寺、蓮泉寺が置かれ、吉田御坊誓念寺と呼ばれた。幕末、達如の命もあり再建の機運が高まり、安政年間には準備が整いつつあったが、東本願寺焼失を受け、用意していた材木を全て本山に寄進した。その後、本堂が漸次建てられたが、明治4（1871）年、本堂焼失。廃寺の命を受けるが門末の存続運動で「講究所」として残り、同12（1879）年に豊橋別院となった。明治14（1881）年本堂を再建するが、豊橋空襲で焼失。昭和25（1940）年に仮本堂を設け、同60（1985）年に現在の本堂が完成した。